# Берідзе Арчил Михайлович
Арчил Михайлович Берідзе (1922, село Тунадзеєбі Хулойського району АРСР Аджаристан, тепер Хулойський муніципалітет, Аджарія, Грузія — ?) — грузинський радянський державний діяч, в.о. голови Президії Верховної ради Аджарської АРСР. Депутат Верховної ради СРСР 4-го скликання.

## Життєпис
Народився в бідній селянській родині. У 1938 році вступив до комсомолу.
Член ВКП(б) з 1943 року.
У 1944 році закінчив Батумський вчительський інститут.
У 1944—1946 роках — інструктор Аджарського обласного комітету КП(б) Грузії.
У 1946—1947 роках — заступник завідувача відділу пропаганди та агітації і завідувач партійного кабінету Хулойського районного комітету КП(б) Грузії.
У 1947—1952 роках — 2-й секретар Хулойського районного комітету КП(б) Грузії Аджарської АРСР.
У 1948 році без відриву від роботи закінчив Батумський державний педагогічний інститут.
У серпні 1952 — січні 1954 року — 2-й секретар Аджарського обласного комітету КП Грузії.
У січні 1954 — 1955 року — в.о. голови Президії Верховної ради Аджарської АРСР.
Потім перебував на відповідальній господарській роботі.

## Нагороди
- орден Леніна
- орден «Знак Пошани» (1966)
- медалі